# Guillermo Pérez Roldán
Pour les articles homonymes, voir Pérez et Roldán.
Guillermo Pérez Roldán, né le 20 octobre 1969 à Tandil, est un joueur de tennis argentin. Il est le frère aîné de Mariana Pérez Roldán, aussi joueuse de tennis.

## Carrière
Il a atteint les quarts de finale à Roland-Garros en 1988 après avoir sorti Stefan Edberg et perdu contre Andre Agassi. 1988 est d'ailleurs sa meilleure saison puisqu'il dispute également la finale du tournoi de Rome (battu en 5 sets par Ivan Lendl) et occupe son meilleur classement en simple : 13e.
Au cours de sa carrière qui dura 10 ans (1986-1996), il remporte 9 titres, tous sur terre battue (voir détails ci-dessous).
Depuis l'ère Open, il est le seul joueur masculin à avoir réussi à s'imposer deux fois à Roland-Garros Junior en 1986 et 1987. Seule Martina Hingis a réussi depuis une pareille performance.
Guillermo Pérez Roldán est par la suite devenu entraîneur. Il a notamment collaboré avec Mariano Puerta.